# カーティス・ロナ
カーティス・ロナ（Curtis Rona、1992年5月26日 - ）は、ラグビーユニオンの選手。元ラグビーリーグ選手。

## 略歴
ニュージーランド生まれ。8歳の時にオーストラリアのパースへ移住。
フォース、ワラターズ、ロンドン・アイリッシュを経て、2022年、三菱重工相模原ダイナボアーズに加入。同年12月17日に行われたJAPAN RUGBY LEAGUE ONE第1節リコーブラックラムズ東京戦にて先発出場で日本での公式戦初出場を果たした。
2023年8月、バーバリアンズに選ばれた。
2025年5月、三菱重工相模原ダイナボアーズを退団。